# Ballance
Ballance je 3D počítačová hra, ve které je úkolem přemístit míč z jedno místa do druhého. Aby to nebylo jednoduché, míčem pohybujete po úzkých plošinách, nebo kolejnicích. Hra vyniká dobře zpracovanou grafikou, zvukovými efekty, ale také stylovou hudbou. Jediné minus této hry je, že má pouze 12 úrovní a jednu bonusovou, takže i přesto, že jsou poslední úrovně značně obtížné, netrvá příliš dlouho hru dohrát. Samozřejmě se nepohybujete jen po rovných úsecích, hra obsahuje různé padací mosty, nadnášedla, houpačky a různé další útvary, které vám komplikují cestu do cíle. Na začátku máte celkem 4 životy (znázorněné třemi míči) a celkem 999 bodů. Každou sekundu se vám odečtou zhruba dva body a pokud počet bodů nebo životů dosáhne nuly, hra končí. V průběhu každé úrovně objevíte několik kontrolních bodů, na které se v případě pádu míče vrátíte a nemusíte tak pokračovat úplně od začátku.

## Typy míčů
Každou mapu začínáte s dřevěným míčem. Na některé překážky ale dřevěný míč nestačí a tak jej musíte pomocí transformátorů měnit. Typ transformátoru poznáte podle textury na jeho spodní straně. Pokud přejedete přes transformátor s jiným míčem jakoukoliv rychlostí, bude váš míč zastaven a změněn.

### Dřevěný míč
Základní míč ve hře, který je zlatou střední cestou mezi papírovým a kamenný míčem. Dokáže se pohybovat poměrně rychle, nemá ale příliš velkou setrvačnost. S tímto míčem můžete při vyšší rychlosti pohybovat s některými předměty, nebo například spouštět padací můstky, nebo odsouvat závory. Při větším množství předmětu již ale budete mít problémy. Dřevěným míčem lze poměrně dobře balancovat a dokáže se částečně pohybovat i za letu.

### Papírový míč
Je to nejlehčí míč ve hře. Nedokáže posouvat jiné předměty (mimo dalšího papírového míče) a poměrně špatně se s ním balancuje, protože se při vyšší rychlosti houpe. Nedokáže se pohybovat příliš rychle, ale umí překonat velká stoupání, ve kterých dřevěný nebo kamenný míč nemá šanci.
Jedině papírový míč může využívat nadnášedla. Také se s ním dobře pohybuje za letu.

### Kamenný míč
Nejtěžší míč, který dokáže posouvat i několik věcí najednou. Padací mosty může spouštět bez většího rozjezdu. Dokáže se pohybovat velice rychle, ale má velikou setrvačnost a špatně se zastavuje. Ve vzduchu se s ním nedá téměř vůbec pohybovat a padá skoro vodorovně. Nedokáže překonávat velké výškové rozdíly a poměrně snadno při vyšší rychlosti vypadne vlivem odstředivé síly z zatočené dráhy.

## Obrazovka hry
Obrazovka je poměrně jednoduchá; vlevo vidíte zbývající čas, vpravo zbývající životy. Zbytek už slouží jen k tomu, abyste viděli dráhu. V případě, že potřebujete obraz oddálit, stiskněte mezerník (základní nastavení) a změní se vám úhel pohledu (díváte se na míč seshora). Hra také nabízí možnost otáčení obrazovky (SHIFT + Šipka doleva/doprava).

## Extra předměty
Během pohybu po dráze máte možnost najít dva bonusy, které vám zvyšují naděje na dokončení mapy.

### Extra život
Tento průhledný předmět vám zvýší o jeden počet životů. Velká výhoda je, že pokud spadnete, tyto předměty se obnoví, proto pokud spadnete po sebrání Extra životu, stačí jej znovu sebrat a tak si zajistit pojistku v některých těžkých pasážích dané mapy. Toto se vyplatí využít na konci poslední úrovně.

### Extra body
Pokud seberete tento předmět, připomínající model atomu, zvýší se vám počet bodů zhruba o 200. Navíc vás budou následovat „elektrony“ ze sebraného modelu. Při projetí kontrolním bodem ale o tyto „elektrony“ přijdete a ztratíte tak i část extra bodů. Proto je dobré použít malý trik, stiskněte ESC a vyvolejte pauzu. Celá hra se pozastaví, ale „elektrony“ pokračují dále a nakonec vám přičtou další extra body. Toho se dá využít i pokud padáte, ale vše závisí na vaši rychlé reakci. Extra body se na rozdíl od extra života neobnovují.